# Anna-Maria Kubach-Wilmsen
Anna-Maria Kubach-Wilmsen, född 13 januari 1937 i Appeldorn i Tyskland, död 1 juli 2021, var en tysk skulptör.
Anna-Maria Kubach-Wilmsen har arbetat tillsammans med sin man Wolfgang Kubach i konstnärsparet Kubach-Wilmsen fram till makens död 2007. De arbetade i sten som en manifestation av jordens miljontals år långa historia.
År 1998 grundade de Kubach-Wilmsenstiftelsen för att driva ett stenskulpturmuseum i Bad Kreuznach, som ritats av Tadao Ando, samt en skulpturpark med stenskulpturer.

## Bilder

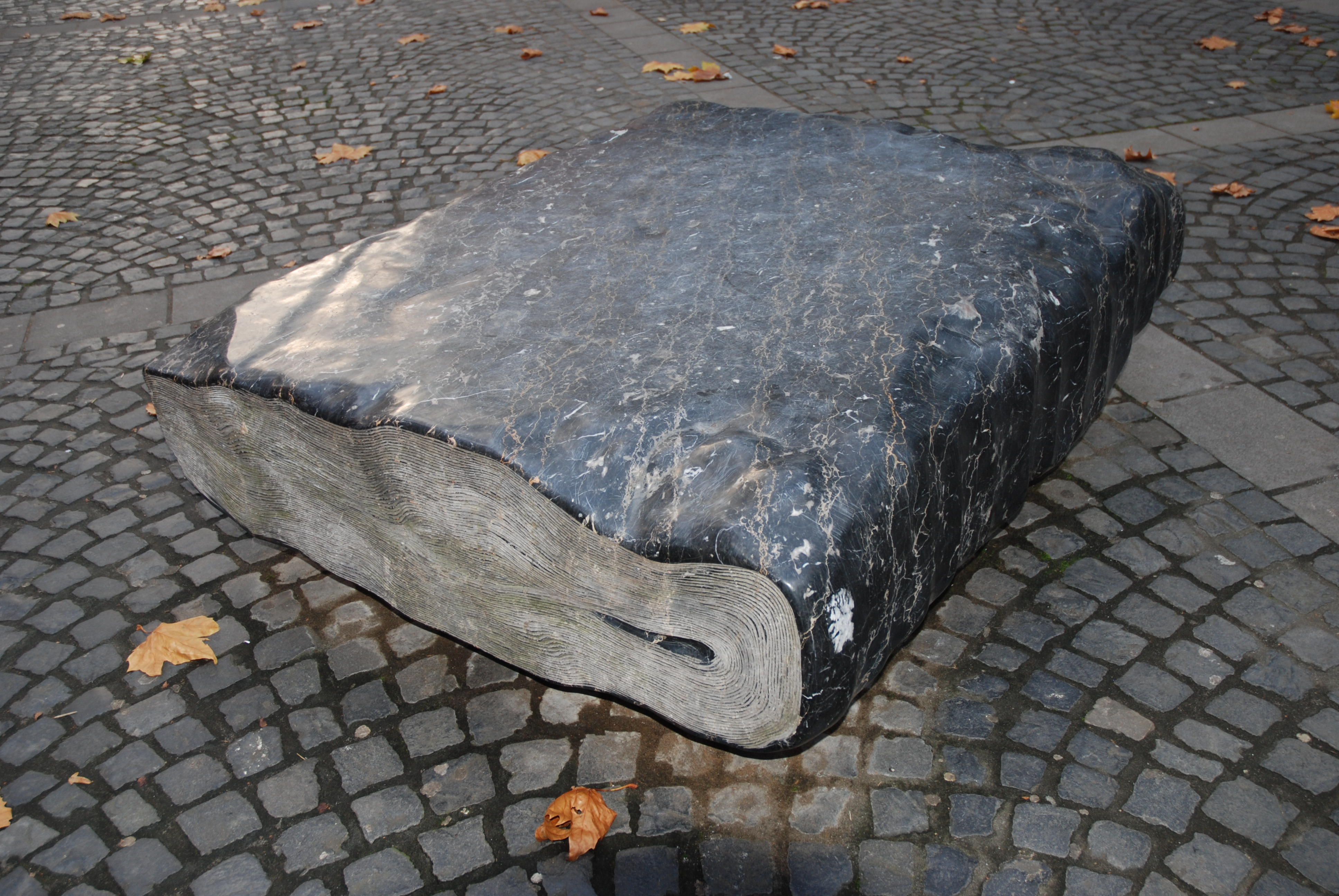
Stenbok, hyllning till Johannes Gutenberg i Mainz, 1978.
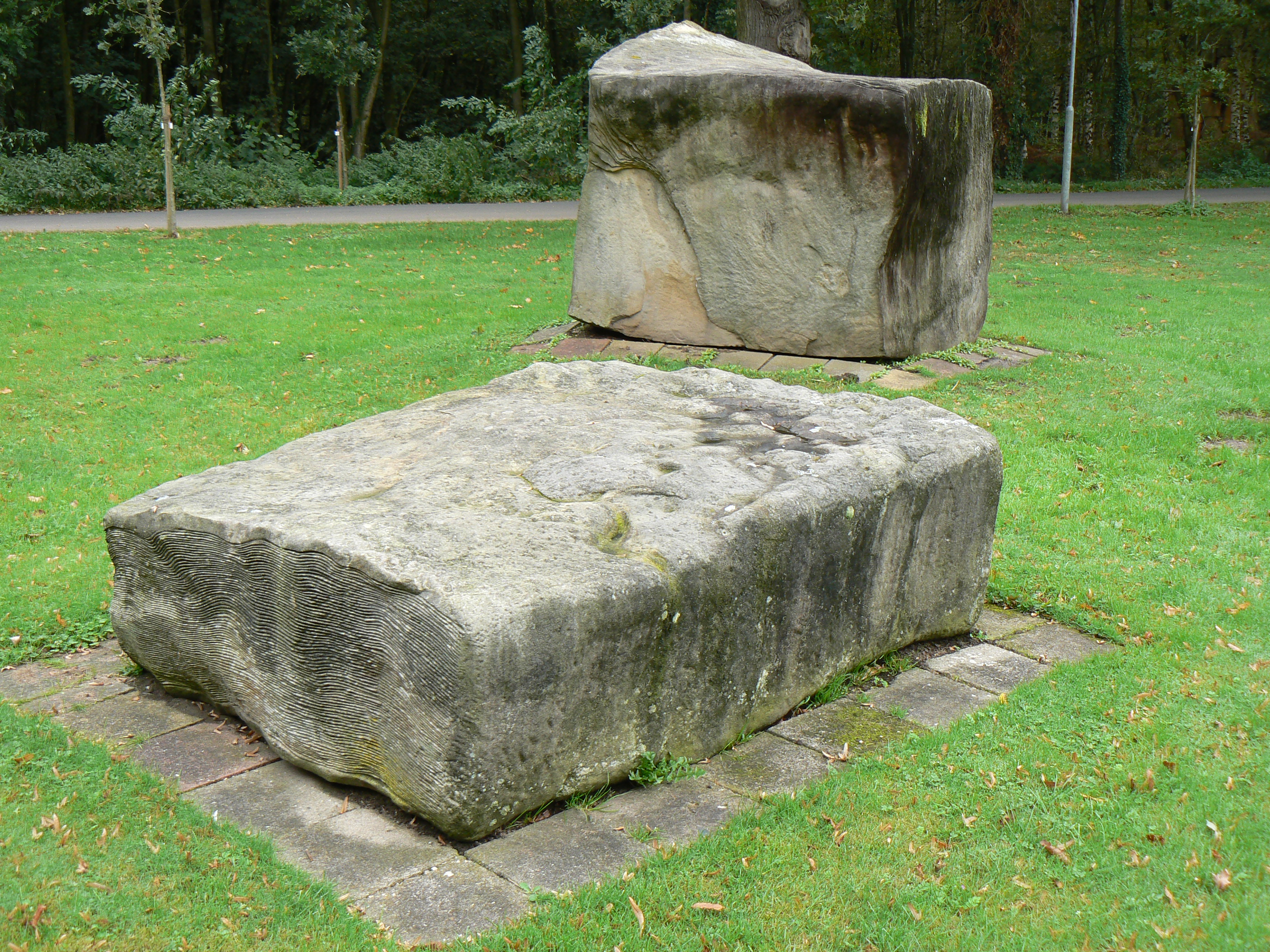
Bokruin/Liggande bok, Kunstwegen, 1979.
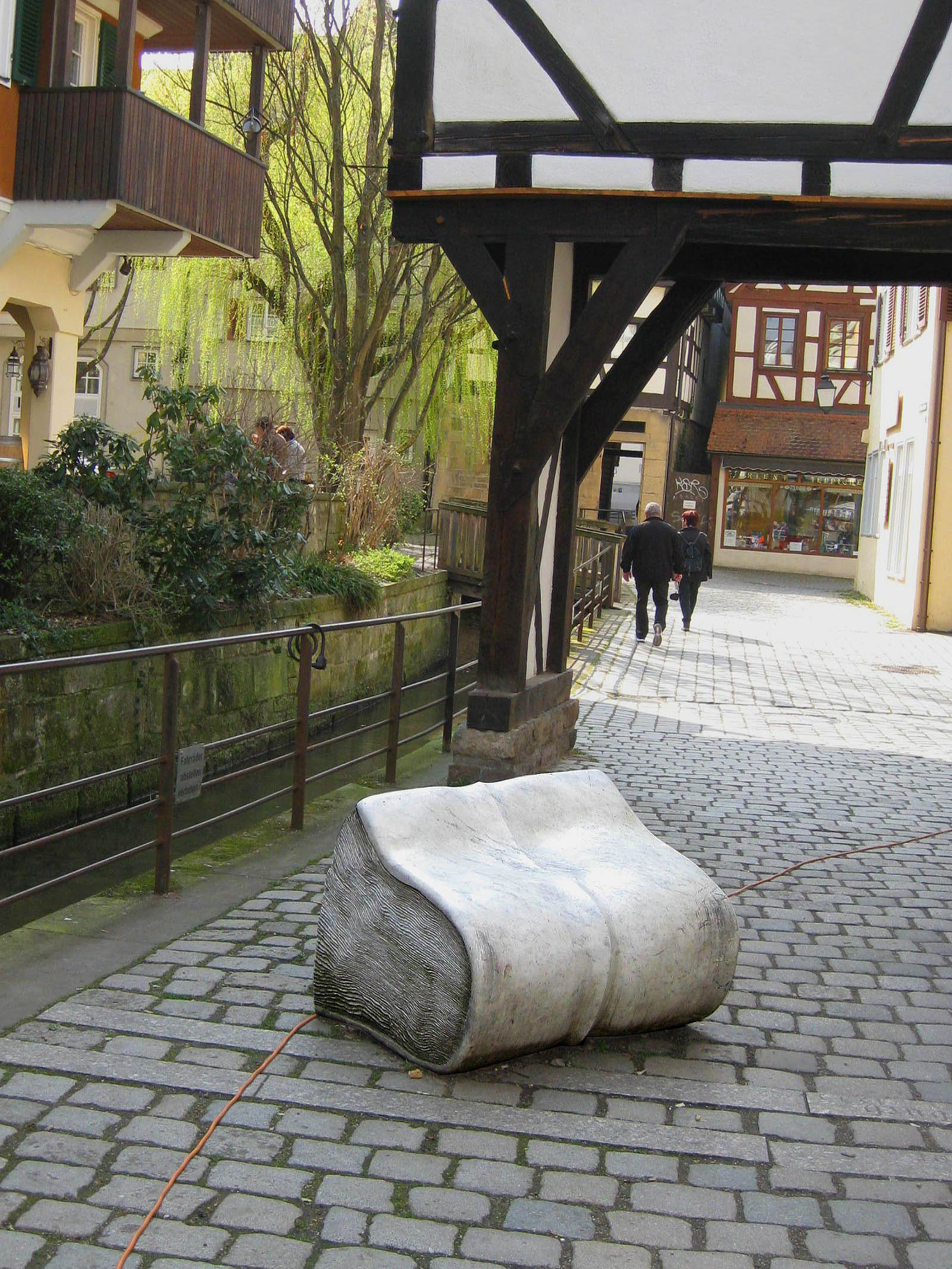
Stenbok, Tübingen, 1981.
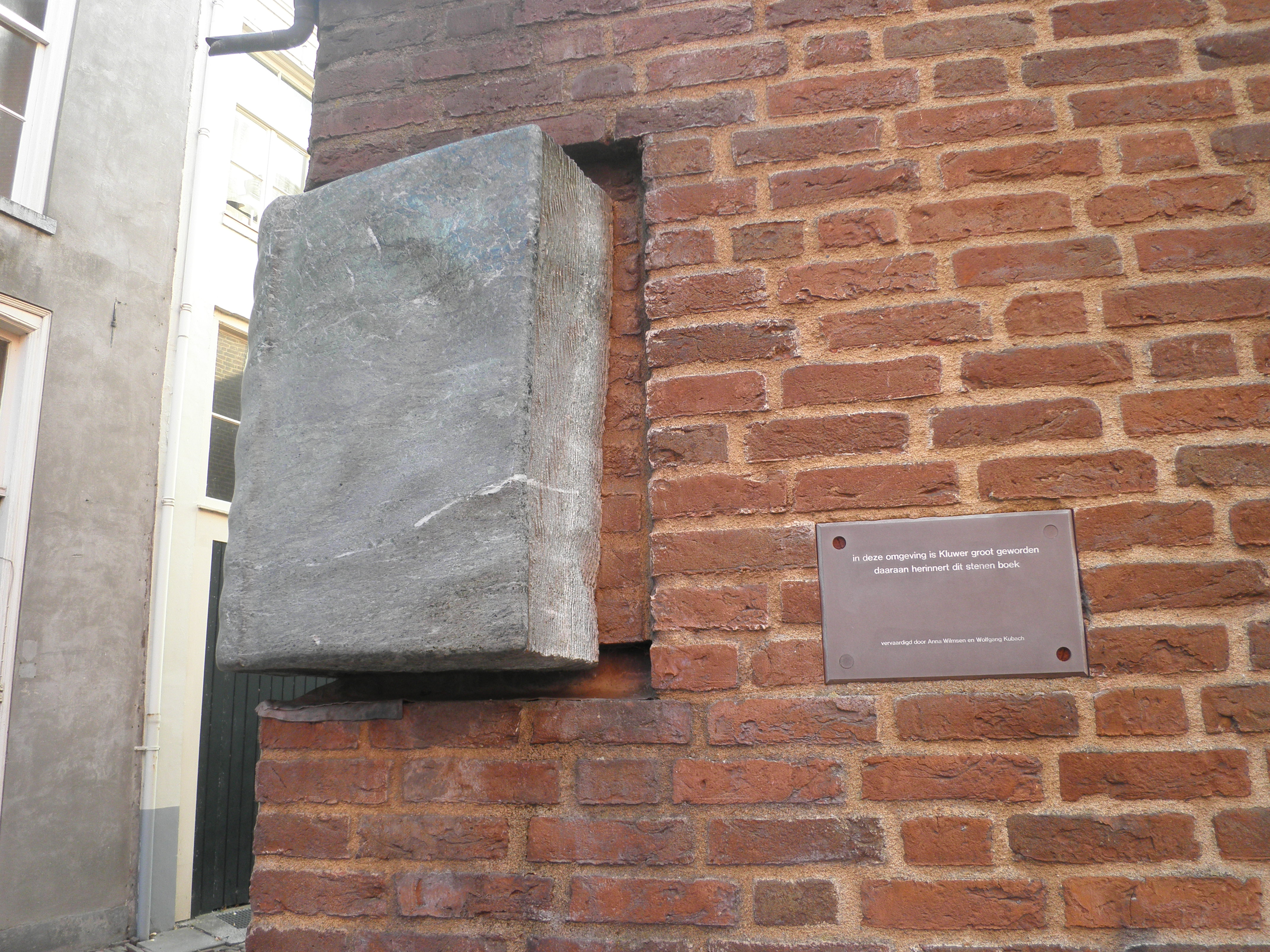
Bok av Kluwer, Deventer, 1985.
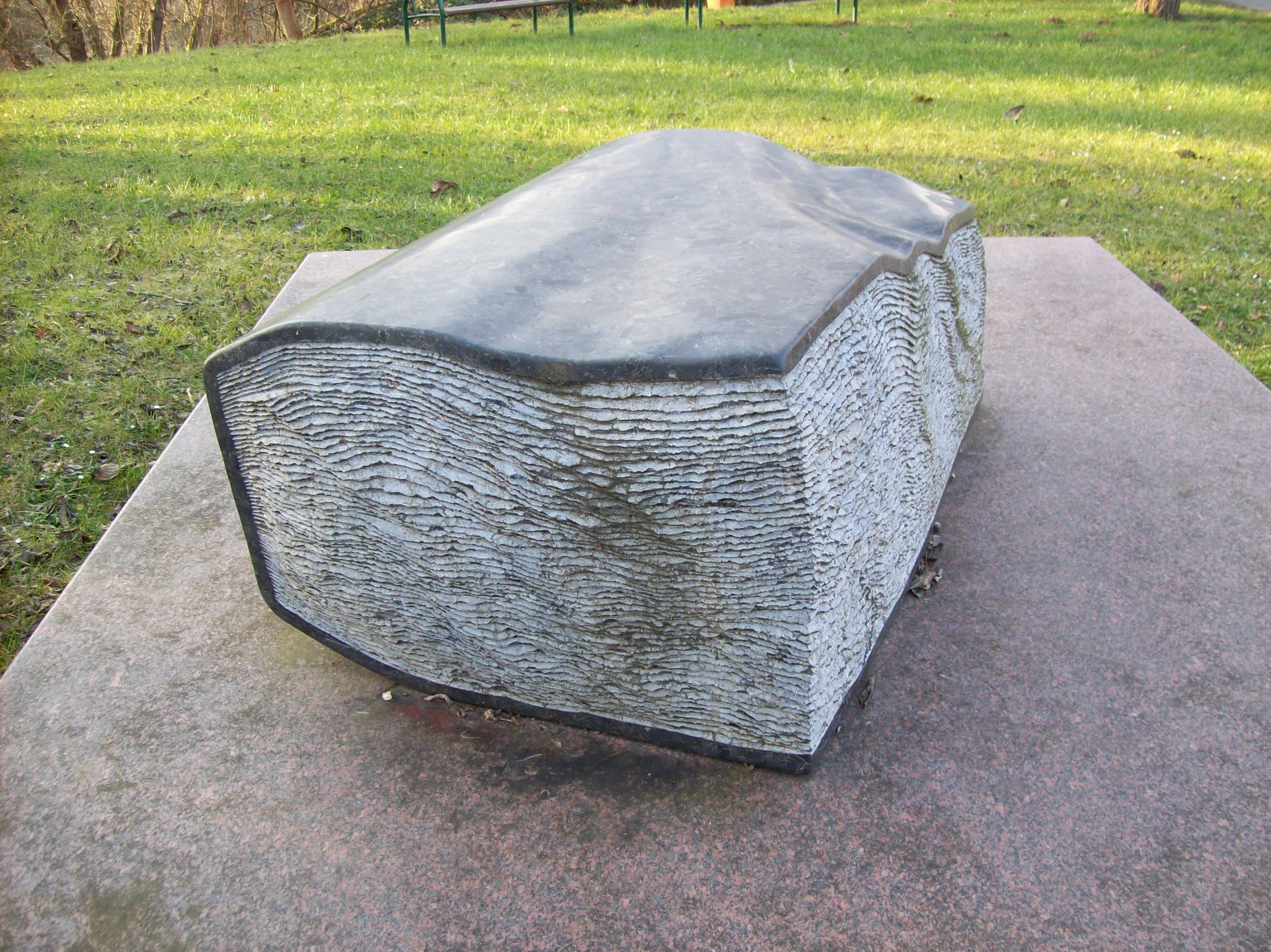
Hyllning till Leo Tolstoj, Bad Kreuznach, 2003.
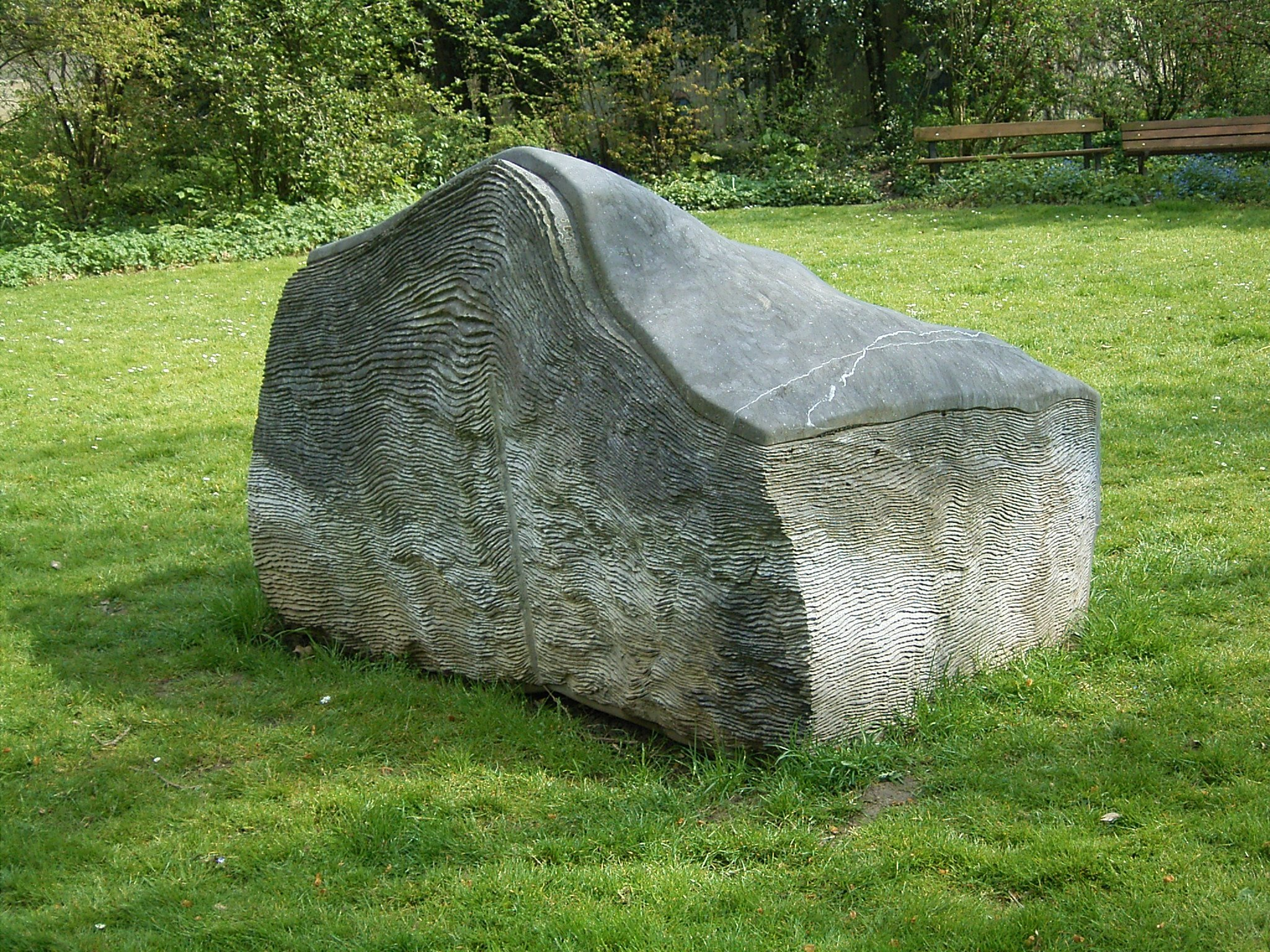
Stenbok, Märkisches Museum i Witten.
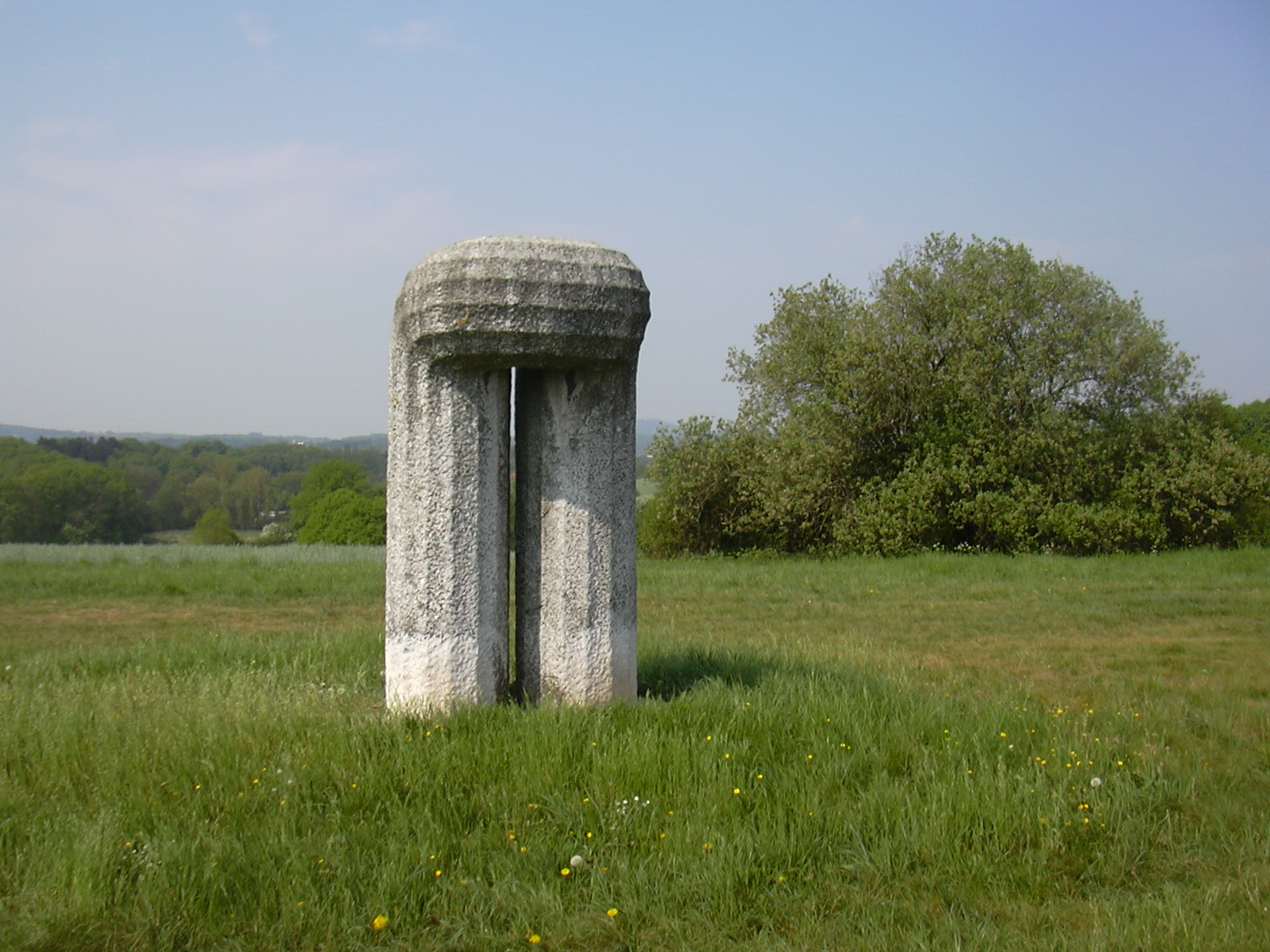
Jordyta, Kunstwegen, 1971.
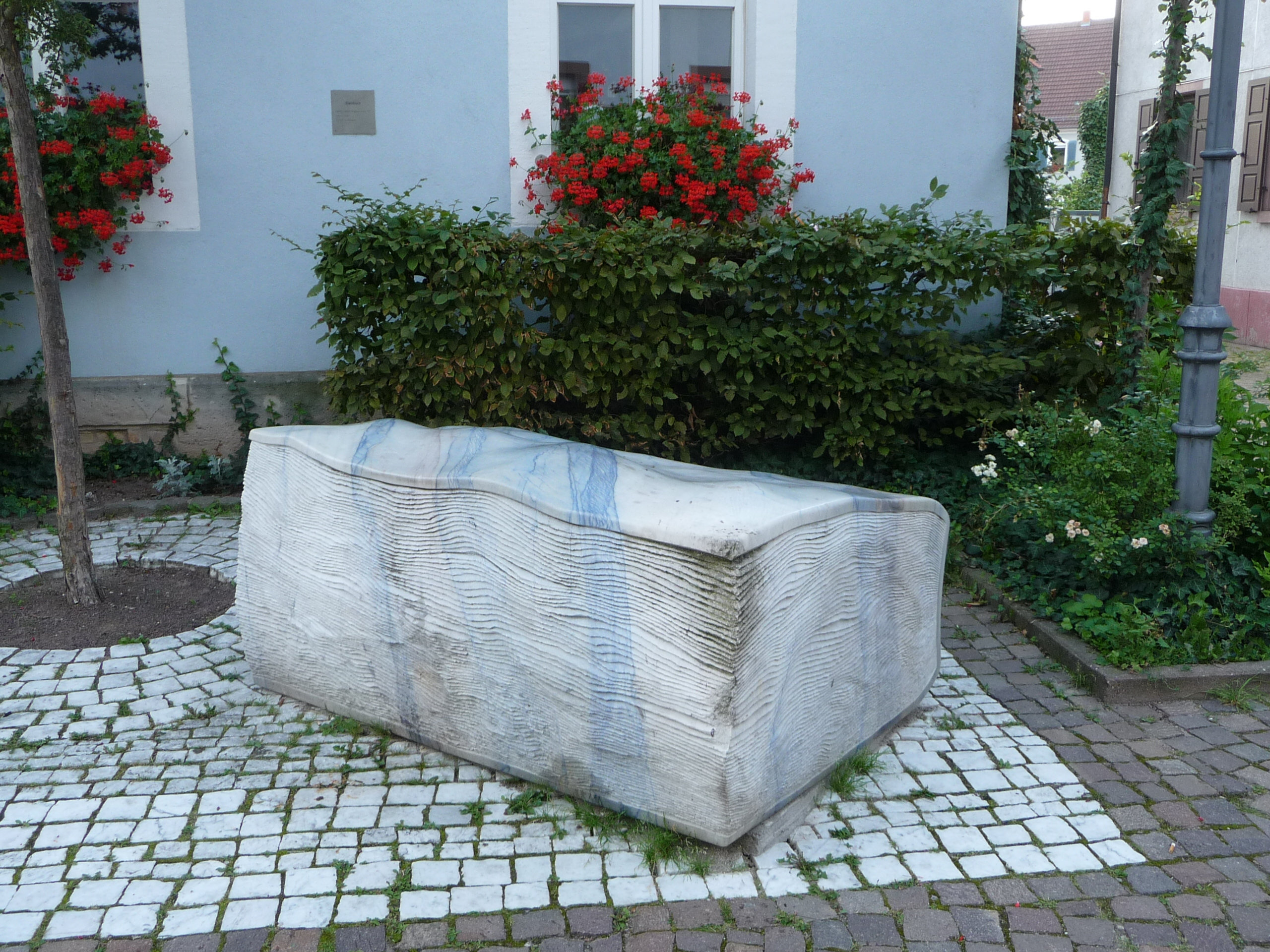
Stenbok, Germersheim.